# كريستوف كراوس
كريستوف كراوس (بالألمانية: Christoph Krauss)‏ هو مصور سينمائي ألماني، ولد في 1964 في هوف في ألمانيا.

## وصلات خارجية
- كريستوف كراوس على موقع IMDb (الإنجليزية)
- كريستوف كراوس على موقع ألو سيني (الفرنسية)
- كريستوف كراوس على موقع أول موفي (الإنجليزية)
- كريستوف كراوس على موقع كينوبويسك (الروسية)